# Calomicrolaimus honestus
Calomicrolaimus honestus är en rundmaskart. Calomicrolaimus honestus ingår i släktet Calomicrolaimus, och familjen Desmodoridae. Arten är reproducerande i Sverige.